# 1. Königlich Bayerische Feldartillerie-Brigade

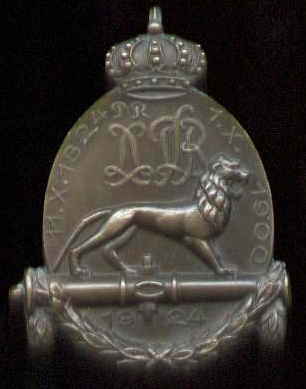
Erinnerungsabzeichen zum 100-jährigen Gründungsjubiläum des 1. Feldartillerie-Regiments und zum 24-jährigen Gründungsjubiläum des 7. Feldartillerie-Regiments, 1924

Die 1. Feldartillerie-Brigade war ein Großverband der Bayerischen Armee.

## Geschichte
Der Großverband wurde ursprünglich am 1. Februar 1869 als 1. Artillerie-Brigade errichtet und am 1. Januar 1873 in 1. Feldartillerie-Brigade umbenannt. Sie war Teil der 1. Division und hatte ihr Kommando in München.
Die Brigade wurde während des Ersten Weltkriegs nicht geschlossen eingesetzt. Die beiden Artillerieregimenter wurden je nach Lage und Schwerpunkt mit den beiden Infanteriebrigaden der Division auf Zusammenarbeit angewiesen. Der Kommandeur der Artilleriebrigade war in der Kriegsgliederung als Artillerieführer im Divisionsstab integriert.
Im weiteren Kriegsverlauf wurde gemäß Verordnung des Kriegsministeriums vom 22. Februar 1917 aus dem Kommando der Artillerie-Kommandeur Nr. 1 gebildet. Nach Kriegsende kehrte das Kommando in die Heimat zurück, wurde dort demobilisiert und schließlich am 18. Dezember 1918 aufgelöst.

## Unterstellung
Der Brigade waren vor Beginn des Ersten Weltkriegs die folgenden Einheiten unterstellt:
- 1. Feldartillerie-Regiment „Prinzregent Luitpold“ in München
- 7. Feldartillerie-Regiment „Prinzregent Luitpold“ in München

Beide Regimenter, deren Angehörige auch „Luitpoldkanoniere“ genannt wurden, waren in der Max-II-Kaserne untergebracht.
Die Regimenter bestanden aus je zwei Abteilungen zu drei Batterien Feldkanonen oder Feldhaubitzen und einer leichten Munitionskolonne.

## Kommandeure
| Dienstgrad                   | Name                               | Datum                                    |
| ---------------------------- | ---------------------------------- | ---------------------------------------- |
| Generalmajor                 | Maximilian Herdegen                | 08. Januar 1869 bis 28. April 1870       |
| Generalmajor                 | Ferdinand von Malaisé              | 29. April 1870 bis 17. März 1872         |
| Generalmajor                 | Nepomuk von Müller                 | 18. März 1872 bis 2. November 1878       |
| Generalmajor                 | Theodor von Fries                  | 03. November 1878 bis 8. März 1880       |
| Generalmajor                 | Hugo von und zu Tann-Rathsamhausen | 09. März 1880 bis 1. November 1882       |
| Generalmajor                 | Ludwig von Mussinan                | 02. November 1882 bis 7. März 1889       |
| Generalmajor/Generalleutnant | Eugen von Malaisé                  | 08. März 1889 bis 11. Juni 1893          |
| Generalmajor                 | Johann von Böck                    | 12. Juni 1893 bis 30. Mai 1895           |
| Generalmajor                 | Eugen von Keller                   | 31. Mai 1895 bis 19. April 1898          |
| Oberst/Generalmajor          | Maximilian Gerstner                | 20. April 1898 bis 25. Januar 1901       |
| Generalmajor                 | Ludwig von Perfall                 | 20. Oktober 1901 bis 30. August 1905     |
| Generalmajor                 | Friedrich Deppert                  | 01. September 1905 bis 13. Dezember 1906 |
| Oberst/Generalmajor          | Martin von Denk                    | 14. Dezember 1906 bis 27. April 1908     |
| Generalmajor                 | Maximilian Höhn                    | 28. April 1908 bis 10. März 1910         |
| Oberst/Generalmajor          | Ludwig von Seither                 | 11. März bis 22. Oktober 1910            |
| Generalmajor/Generalleutnant | Hermann von Stein                  | 23. Oktober 1910 bis 1. Dezember 1914    |
| Generalmajor                 | Maximilian Siebert                 | 01. Dezember 1914 bis 7. September 1917  |
| Oberstleutnant/Oberst        | Hugo Heidemann                     | 08. September 1917 bis 16. Dezember 1918 |